# Bert y Ernie
Bert y Ernie (Blas y Epi en España, Beto y Enrique en Latinoamérica) son dos marionetas con aparición regular en el programa televisivo Sesame Street, al igual que en sus coproducciones Barrio Sésamo de España y Plaza Sésamo de Latinoamérica. Para la versión española sus nombres fueron traducidos tomando la primera letra de los nombres en la versión en inglés Bert y Ernie. Aparecen en muchos números cómicos que se convirtieron en una de las principales atracciones del programa. En Alemania en la cadena RTL ponían un corto de humor de Bert y Ernie con solo un ojo llamándose Bernie und Ert.

## Origen
Construidos por Don Sahlin con espuma sintética y felpa a partir de un esbozo simple de Jim Henson, aparecieron por primera vez en el programa en Estados Unidos en 1969, siendo los dos únicos Muppets que aparecieron en el episodio piloto (pitch reel) de Sesame Street entre otros personajes como Kermit the Frog (conocida como la rana René en Latinoamérica y Gustavo en España) como parte de un programa educativo para niños junto con el resto del programa, que acabaría teniendo un éxito internacional.
Según el guionista y director del programa, Jon Stone, la relación entre Bert y Ernie es un reflejo de la amistad entre Jim Henson y Frank Oz. Los nombres de Bert y Ernie coinciden con los nombres de dos personajes de Qué bello es vivir, pero según Jon Stone, la coincidencia es casual.

## Personalidad
Según Frank Oz, la personalidad básica de los personajes fue desarrollada por el propio Sahlin basándose en el contraste de su aspecto (Ernie es bajo y de rostro horizontal mientras que Bert es alto y vertical), puesto que lo que se buscaba para Sesame Street era la interacción entre ambos. El personaje de Ernie interpreta un papel infantil y travieso y el de Bert el de un adulto responsable aunque gruñón y aparentemente aburrido. Son comunes las escenas en las que a Ernie se le ocurre alguna idea disparatada y Bert intenta convencerlo de que la abandone, normalmente con poco éxito, por lo que acaba perdiendo los estribos o llega incluso hasta a desmayarse, mientras que Ernie permanece ajeno a lo que está sucediendo.

## Intérpretes
Jim Henson se dedicó desde el principio y durante años a dar vida (movimiento) y voz a Ernie, hasta la temporada 21 de Sesame Street en 1990. Mientras que el papel de Bert quedó a cargo de Frank Oz. En 1997 el titiritero Eric Jacobson asume ocasionalmente el personaje en algunos segmentos del show. En 2006 después del retiro de Oz, Jacobson asume el rol de forma permanente. Luego de la muerte de Henson en mayo de 1990, Ernie solo hacia apariciones en el programa, sin parlamento. En 1993 el titiritero Steve Whitmire asume oficialmente el personaje hasta 2014, luego Billy Barkhurst interpretó a Ernie de las temporadas 45 a la 48 y Peter Linz fue elegido como intérprete en 2017. 
La voz de Epi en España fue doblada por Pepe Martínez Blanco en su primera etapa (1976-80), y Juan Miguel Cuesta a partir de 1980. 
La voz de Blas en España fue doblada por Javier Dotú.
La voz de Beto en Latinoamérica fue doblada por Jorge Arvizu en sus inicios y posteriormente fue doblada por José Antonio Macías en sus partes.
La voz de Enrique en Latinoamérica fue doblada por Jaime Vega en sus inicios y posteriormente fue doblada por René García y José Antonio Macías.

## En la cultura popular
Bert y Ernie se encuentran entre un grupo de Muppets específicos de Sesame Street que también aparecen en El Show de los Muppets, haciendo apariciones ocasionales en forma de cameo, como al final de The Muppets Valentine Show, el episodio piloto de 1974 de la serie. Mientras que otros Muppets que aparecían en Sesame Street, como Kermit la rana, se pasaban al otro programa, Bert y Ernie se limitaban principalmente a un cameo ocasional.

### Orientación sexual
Bert y Ernie viven juntos en un apartamento situado en el sótano de 123 Sesame Street. A pesar de dormir en camas separadas, comparten el mismo dormitorio, lo que ha llevado a algunas especulaciones de que son una representación de una pareja gay.
Esto ha sido negado repetidamente por Sesame Workshop, y algunas de las interacciones de Bert con personajes femeninos sí parecen mostrar que se siente atraído por las mujeres, como la serenata a Connie Stevens en el segmento Some Enchanted Evening de un episodio de la primera temporada de El Show de los Muppets, y la grabación de una canción sobre su novia, "I Want to Hold Your Ear", que fue publicada en varios álbumes.
En julio de 2013, la revista The New Yorker eligió una imagen de Bert y Ernie del artista Jack Hunter, titulada Moment of Joy, como portada de su publicación, que recoge las decisiones del Tribunal Supremo sobre la Ley de Defensa del Matrimonio y la Proposición 8 de California. Se dice que Sesame Workshop se indignó tanto con la idea que se rumorea que está considerando la posibilidad de litigar.
En septiembre de 2018, Mark Saltzman, uno de los guionistas y compositores de Sesame Street, alegó en una entrevista con Queerty que Bert y Ernie eran análogos de su propia relación íntima con el editor de cine Arnold Glassman, aunque no empezó a escribir para Barrio Sésamo hasta quince años después de la primera aparición de Bert y Ernie.
Sesame Workshop respondió afirmando que Bert y Ernie no tienen ninguna orientación sexual, porque son marionetas. Frank Oz, que anteriormente interpretó a Bert, declaró que Bert y Ernie no eran homosexuales, diciendo,
   "No son, por supuesto, una pareja gay. Pero, ¿por qué esa pregunta? ¿Realmente importa? ¿Por qué la necesidad de definir a las personas sólo como homosexuales? Un ser humano es mucho más que heterosexual o gay".
Sesame Street siguió aclarando, declarando:
   No, Bert y Ernie no son homosexuales: son 'mejores amigos'".
The Gaystar News informó que los fanáticos reaccionaron negativamente a esta afirmación, por aparente homofobia. Frank Oz tuiteó posteriormente en septiembre de 2018,
   "Una última reflexión: Si Jim y yo hubiéramos creado a Bert y Ernie como personajes homosexuales serían inauténticos, viniendo de dos hombres heterosexuales. Sin embargo, ahora me he enterado de que muchos los ven como representantes de una relación gay amorosa. Y eso es maravilloso. Gracias por ayudarme a entenderlo".

## En la física cuántica
En 2012 los responsables del telescopio de neutrinos IceCube anunciaron la detección de dos neutrinos superenergéticos, de más de 1000 teraelectronvoltios. Sus descubridores los denominaron Bert y Ernie en honor a estos personajes.